# ان‌جی‌سی ۵۲۸۶
ان‌جی‌سی ۵۲۸۶ (انگلیسی: NGC 5286) یک خوشه کروی از ستارگان است که در فاصله ۳۵۹۰۰ سال نوری در صورت فلکی قنطورس قرار دارد. این خوشه توسط ستاره شناس اسکاتلندی، جیمز دانلوپ در ۱۸۲۷ میلادی استرالیا کشف شد.